# Fibra nervosa
Essas Fibras são prolongações delgadas dos neurônios, incluindo axônios e seus invólucros gliais (CAMADA DE MIELINA). As fibras nervosas conduzem os impulsos nervosos para o sistema nervoso central (e também no sentido inverso). (Neurofibras; Fibras Musgosas Cerebelares; Fibras Musgosas do Cerebelo).
As  fibras nervosas,  formadas pelos prolongamentos dos neurônios (dendritos ou axônios) e seus envoltórios, organizam-se em feixes. Cada feixe forma um nervo. Cada fibra nervosa é envolvida por uma camada conjuntiva denominada endoneuro. Cada feixe é envolvido por uma bainha conjuntiva denominada perineuro. Vários feixes agrupados paralelamente formam um nervo. O nervo também é envolvido por uma bainha de tecido conjuntivo chamada epineuro.  Em nosso corpo existe um número muito grande de nervos. Seu conjunto forma a rede nervosa.

## Classificação Geral
As fibras nervosas podem ser divididas em tipos A e C. As fibras tipo A possuem grande ou médio diâmetro, são mielinizadas e consequentemente conduzem impulsos nervosos com velocidades tão altas quanto 120 m/s. Estas ainda são subdivididas em fibras alfa (aferente ou eferente), beta (aferente ou eferente), gama (eferente) e delta (aferente). Já as fibras tipo C constituem mais de 50% das fibras sensoriais em boa parte dos nervos periféricos, assim como nas fibras autônomas pós-ganglionares, são mais delgadas, amielínicas e consequentemente conduzem impulsos nervosos tão lentamente quanto 0,5 m/s.

## Constituição
- Axônio

O Axônio é uma fibra nervosa capaz de conduzir impulsos rapidamente para fora da célula nervosa.
- Invólucros gliais

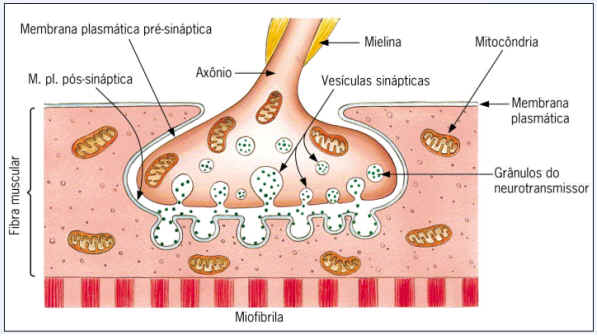
Impulso Nervoso sendo passado para um musculo através do Axônio.

Os Invólucro gliais ou perineuro é o segundo constituínte dessa fibra, tem função envoltória. 

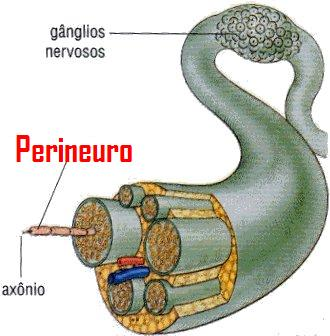
Nervo detalhado.Percebe-se o Endoneuro envolvendo o Axônio